# Famille Gribolet
La famille Gribolet est une famille éteinte originaire de Fribourg.

## Histoire
La famille est citée pour la première fois en 1413 à Treyvaux. Jean Gribolet devient bourgeois de Fribourg en 1422.
François Gribolet est membre du Conseil des Deux-Cents de Fribourg (législatif) dès 1531, du Conseil des Soixante dès 1542, du Conseil secret dès 1543, du Petit Conseil dès 1544. Il est également bailli de Vaulruz de 1538 à 1543 et bailli de Bellegarde de 1545 à 1548.
Son fils, Sébastien Gribolet, siège au Conseil des Deux-Cents dès 1559 et au Conseil des Soixante dès 1593.
Nicolas Gribolet, fils de Sébastien, siège au Conseil des Deux-Cents dès 1587.

## Armoiries
Les armes de la famille sont : d'azur à une tour d'argent ouverte et ajourée de sable, couverte d'un toit pointu du second, posée sur un tertre de trois coupeaux de sinople et accostle de deux croissants renversés d'argent. La tour et les croissants sont parfois d'or.